# قائمة الرحلات الدولية لمحمد بن سلمان آل سعود
هذه قائمة بالرحلات الدولية التي قام بها محمد بن سلمان بن عبد العزيز آل سعود، حيث يقوم بالعمل التشاوري والدبلوماسي مع العديد من الدول في عدة قضايا دولية وإقليمة وذلك لما تمثله المملكة العربية السعودية من قوة ثقل وتأثير في منطقة الخليج العربي والمنطقة العربية والعالمية بصفة عامة، ويعتبر محمد بن سلمان بن عبد العزيز آل سعود أحد أهم السياسيين في المملكة بعد أبيه الملك سلمان بن عبد العزيز آل سعود، كونه ولي عهد السعودية، ونائب رئيس مجلس الوزراء إضافة لكونه وزير الدفاع. كما يرأس مجلس الشؤون السياسية والأمنية وكذلك مجلس الشؤون الاقتصادية والتنمية.

## الرحلات الدولية
| عدد الرحلات | الدول                                             |
| ----------- | ------------------------------------------------- |
| رحلة واحدة  | الإمارات العربية المتحدة · روسيا · الجزائر · تونس |
| رحلتين      |                                                   |
| 3 رحلات     |                                                   |
| 4 رحلات     | مصر                                               |
| 5 رحلات     |                                                   |

## 2019
| الدولة   | التاريخ   | المدن التي تمت زيارتها | المستضيف              | م           |
| -------- | --------- | ---------------------- | --------------------- | ----------- |
| الامارات | 27 نوفمبر | أبو ظبي                | محمد بن زايد آل نهيان | [ 3 ] [ 4 ] |

## 2018
| الدولة  | التاريخ  | المدن التي تمت زيارتها | المستضيف                 | م     |
| ------- | -------- | ---------------------- | ------------------------ | ----- |
| مصر     | 4 مارس   | القاهرة                |                          |       |
| الجزائر | 2 ديسمبر | الجزائر                | رئيس الوزراء أحمد أويحيى | [ 5 ] |
| روسيا   | 14 جوان  | موسكو                  |                          | [ 6 ] |

## 2015
| الدولة | التاريخ     | المدن التي تمت زيارتها | المستضيف | م     |
| ------ | ----------- | ---------------------- | -------- | ----- |
| مصر    | أبريل 2015  | القاهرة                |          | [ 7 ] |
| مصر    | يوليو 2015  | القاهرة                |          | [ 7 ] |
| مصر    | ديسمبر 2015 | القاهرة                |          | [ 7 ] |